# 海軍總隊 (日本海軍)
海軍總隊（日语：／ Kaigun Sōtai ?）是旧日本海軍在太平洋战争末期的一个海军组织。其囊括聯合艦隊、各方面舰队、各镇守府及警備府、海上護衛總司令部，其司令部指挥日本海军的全部力量。日本战败后的1945年10月10日，海军总队解散。
海军总队的首长为海军总司令长官，其首席参谋为海军总队参谋长。

## 历史
日本海军长期以来一直采取强化联合舰队的方针，主力舰艇云集于联合舰队旗下。然而1944年10月雷伊泰灣海戰（又译莱特湾海战）日军受到盟军的沉重打击，联合舰队损兵折将严重。1945年4月，联合舰队发动了自杀式的坊之岬海戰，再次受挫。此后日军已经严重缺乏燃料，主力舰艇不再出海，仅充当浮动炮台使用。联合舰队已经实质上遭到了毁灭。
在此状况下，日本海军为了将海上护卫的战力囊括在内，统一运用本土和近海的全部兵力，1945年（昭和20年）1月1日，海上护卫总司令部以及各镇守府等全部置于联合舰队司令长官指挥之下。4月25日，为了进一步明确指挥系统职责，提高效率，设立海军总队司令部，由海军总队司令长官进行领导，其司令部参谋由联合舰队参谋兼任。
小泽治三郎海军中将接手海军总队之时，東南方面艦隊、西南方面艦隊移出海军总队系统，改为大本营直辖。这是因为这两支舰队的时任司令长官草鹿任一海军中将、大川内傳七海军中将均为小泽在海軍兵學校的同期生，且均在小泽前任职。按日本海军先任者不会归入后任者指挥的惯例，两支舰队不能继续留在海军总队编制内。

## 编制
1945年6月1日，战败前夕
聯合艦隊
- 第一航空艦隊
- 第三航空艦隊
- 第五航空艦隊
- 第十航空艦隊
- 第十二航空艦隊
- 第四艦隊
- 第六艦隊
- 第七艦隊
- 附属　　※(艦名)・・・仅纸面上在籍（已经损失）
  - 战列舰：（武藏）、（大和）、（扶桑）、（山城）
  - 航空母舰：（瑞鶴）、（大鳳）、葛城、（信濃）、海鷹
  - 轻巡洋舰：北上、（矢矧）
  - 第22战队：第1～4监视艇队、菊丸
  - 第31战队：花月（日语：花月 (駆逐艦)）
    - 第17驱逐队：（滨风）、雪風
    - 第21驱逐队：初霜
    - 第41驱逐队：冬月、凉月（日语：涼月 (駆逐艦)）、宵月、夏月（日语：夏月 (駆逐艦)）
    - 第43驱逐队：竹（日语：竹 (松型駆逐艦)）、槙（日语：槇 (松型駆逐艦)）、桐（日语：桐 (松型駆逐艦)）、榧（日语：榧 (松型駆逐艦)）、茑（日语：蔦 (松型駆逐艦)）、椎（日语：椎 (松型駆逐艦)）
    - 第52驱逐队：杉（日语：杉 (松型駆逐艦)）、枞（日语：樅 (松型駆逐艦)）、㭴（日语：樫 (松型駆逐艦)）、桧（日语：檜 (松型駆逐艦)）、枫（日语：楓 (松型駆逐艦)）、萩（日语：萩 (松型駆逐艦)）、梨、榆（日语：楡 (松型駆逐艦)）

  - 第11水雷战队：酒匂
    - 第53驱逐队：樱（日语：桜 (松型駆逐艦)）、楢（日语：楢 (松型駆逐艦)）、椿（日语：椿 (松型駆逐艦)）、柳（日语：柳 (松型駆逐艦)）、橘（日语：橘 (橘型駆逐艦)）、榉（日语：欅 (松型駆逐艦)）
    - 驱逐舰：柿（日语：柿 (橘型駆逐艦)）、菫（日语：菫 (橘型駆逐艦)）、榎（日语：榎 (橘型駆逐艦)）、楠（日语：楠 (橘型駆逐艦)）、雄竹（日语：雄竹 (駆逐艦)）、初樱（日语：初桜 (駆逐艦)）、桦（日语：樺 (橘型駆逐艦)）

  - 第101航空战队
    - 第1001海軍战队
    - 第1021海軍战队
    - 第1022海軍战队
    - 第1081海軍战队

  - 第10特攻战队：波109（日语：波号第百九潜水艦）
  - 第1驱逐队：神风（日语：神風 (2代神風型駆逐艦)）、汐风（日语：汐風 (駆逐艦)）、朝顏
  - 驱逐舰：潮、夕风（日语：夕風 (駆逐艦)）、波風
  - 靶舰：矢風、攝津、波胜（日语：波勝 (標的艦)）、大滨（日语：大浜 (標的艦)）
  - 第9、11、15运输舰、第28、30号驱潜艇
  - 第1联合通信队

東南方面艦隊（～1945年5月29日）
西南方面艦隊（～1945年5月29日）
第十方面艦隊
中國方面艦隊
海上護衛總司令部
各镇守府、警备府部队
- 橫須賀鎮守府部队：長門、泽风（日语：澤風 (駆逐艦)）、天草（日语：択捉型海防艦）、四阪、第6、37、74号海防舰、第51、52号驱潜艇、第2鱼雷艇队
  - 横須賀防备战队：第1、27、29、33号掃海艇、第42、47、48号驱潜艇
  - 父島方面特別根据地队
  - 第1特攻战队
  - 第4特攻战队：驹桥（日语：駒橋 (潜水母艦)）、第4、45、50号海防舰、第14、44号驱潜艇、第26掃海隊、第112驱潜队
  - 第20联合航空队
- 吴镇守府部队：榛名、伊勢、日向、天城、龍鳳、鳳翔、第48、77、126号海防舰、第102号哨戒艇、王星丸 
  - 吴潜水战队：那智丸
    - 第33潜水队：伊121、伊122、伊155、吕62（日语：呂号第六十二潜水艦）、吕63（日语：呂号第六十三潜水艦）、吕64（日语：呂号第六十四潜水艦）、吕62（日语：呂号第六十二潜水艦）、吕67（日语：呂号第六十七潜水艦）、波106（日语：波号第百六潜水艦）、波107（日语：波号第百七潜水艦）、波108（日语：波号第百八潜水艦）、波201（日语：波号第二百一潜水艦）、波202（日语：波号第二百二潜水艦）

  - 吴练习战队：八雲、磐手、出雲、利根、大淀
  - 第2特攻战队
  - 第21联合航空队
- 佐世保镇守府部队：隼鷹、第44、118、215、219号海防舰、第27鱼雷艇队
  - 第951海軍航空隊
  - 冲绳方面根据地队
  - 第3特攻战队
  - 第5特攻战队：第49、58号驱潜艇
  - 第22联合航空队
- 舞鶴鎮守府部队：第35掃海队
  - 第51战队：吕68（日语：呂号第六十八潜水艦）、吕500（日语：呂号第五百潜水艦）、保高、伊唐、伊王、波太、高根、第75、79、87、124、156、158、200、225号海防舰
  - 第105战队：響、第12、40、65、112、150、205号海防舰
  - 第23联合航空队
- 大凑警备府（日语：大湊警備府）部队：第47、49、196、221号海防舰、第28掃海队、第52掃海队、第15号驱潜艇、大泊、石埼、第二号新興丸、第52炮砲艇队
  - 第104战队：福江、国後、八丈、笠戸、占守（日语：占守 (海防艦)）、择捉（日语：択捉 (海防艦)）
  - 第903海军航空队
- 镇海警备府（日语：鎮海警備府）部队：第48、49掃海艇
  - 羅津方面特別根据地队
  - 旅順方面特別根据地队
- 高雄警備府部队
  - 高雄方面根据地队
  - 馬公特別根据地队
  - 台湾海军航空队
- 大阪警備府部队
  - 第6特攻战队：第30、190号海防舰、第104号哨戒艇
  - 第24联合航空队

## 历任司令长官
1. （兼）丰田副武 海军大将：1945年（昭和20年）4月25日[2] - 1945年（昭和20年）5月1日[3] （本職：聯合艦隊司令長官）
2. 丰田副武 海军大将：1945年（昭和20年）5月1日[3] - 1945年（昭和20年）5月29日[4]
3. 小泽治三郎 海军中将：1945年（昭和20年）5月29日[4] - 1945年（昭和20年）10月10日[5]

## 历任参谋长
1. （兼）草鹿龍之介 海军中将：1945年（昭和20年）4月25日[2] - 1945年（昭和20年）5月1日[6] （本職：聯合艦隊参謀長）
2. 草鹿龍之介 海军中将：1945年（昭和20年）5月1日[6] - 1945年（昭和20年）6月25日[7]
3. 矢野志加三（日语：矢野志加三） 海军少将：1945年（昭和20年）6月25日[7] - 1945年（昭和20年）9月25日[8]（此后空置）